# Khoảnh sao
Khoảnh sao (Tiếng Anh asterism) là một vài hình phẳng tưởng tượng trên bầu trời với các sao sáng ở các đỉnh, mà ngày nay chúng không được coi là một trong 88 chòm sao chính thức. Khoảnh sao mang tính lịch sử và tính địa phương, nên các khoảnh sao có thể có cùng tên, nhưng chứa các sao khác nhau, có nghĩa là có vị trí khác nhau trên bầu trời đêm.
Khác với chòm sao, khoảnh sao chỉ nằm rải rác trên bầu trời. Nó có thể nằm lọt trong phạm vi của một chòm sao như khoảnh sao Bắc Đẩu trong chòm sao Đại Hùng, nó cũng có thể nằm ở nhiều chòm sao một lúc như trong trường hợp khoảnh sao Tam Giác Mùa Hè. Khoảnh sao bao gồm các sao sáng nhất của bầu trời đêm, nó là công cụ hữu ích để định hướng và quan sát các chòm sao mờ.
Một số khoảnh sao rõ nhất
|                    |           |             |             |
| Bắc Đẩu (Đại Hùng) | Thần Nông | Bắc Thập Tự | Nam Thập Tự |